# Космічний простір
Космі́чний про́стір, або ко́смос (дав.-гр. κόσμος − всесвіт) — відносно порожні ділянки Всесвіту, розташовані поза межами атмосфер небесних тіл. 
Всупереч розповсюдженій думці, космос не цілком порожній, але у ньому дуже низька густина речовини. Переважно це водень в атомарному, молекулярному чи іонізованому стані, також є інші прості гази (гелій, азот, кисень), тверді частинки пилу, що містять переважно вуглець, а за допомогою мікрохвильової спектроскопії виявлено кілька десятків різних молекул та мегамолекул. Водночас космос заповнений електромагнітним випромінюванням, зокрема реліктовим випромінюванням, що лишилося після Великого Вибуху та космічними променями, в яких містяться іонізовані атомні ядра та різні субатомні частинки.

## Вступ
Космічний простір існує поза атмосферою Землі й між небесними тілами. Як зазначено в передмові, космічний простір не зовсім порожній, він має низьку щільність частинок, переважно плазму водню та гелію, а також електромагнітне випромінення, магнітні поля, нейтрино, пил та космічні промені. Базова температура космосу, котра визначається реліктовим випроміненням Великого вибуху, становить 2,7 Кельвінів (−270,45 °C; −454,81 °F). Плазма між галактиками складає близько половини баріонної (звичайної) речовини у Всесвіті; вона має густину менше одного атома водню на кубічний метр і температуру мільйони Кельвінів. Місцеві скопища речовини, скупчуються у зірки та галактики. Дослідження показують, що 90 % маси більшості галактик перебуває у невідомому вигляді, що називається темною матерією, яка взаємодіє з іншою речовиною за допомогою гравітаційних, але не електромагнітних сил. Спостереження дозволяють припустити, що більшість масової енергії у спостережуваному Всесвіті, це темна енергія — вид енергії вакууму який недостатньо вивчений. Міжгалактичний простір охоплює більшу частину обсягу Всесвіту, але навіть галактики та зоряні системи майже цілком складаються з порожнього простору.
Межі міжнародного космічного права були встановлені Договором про космос, котрий набув чинності 10 жовтня 1967 року. Цей договір запобігає будь-яким посяганням стосовно національного суверенітету і дозволяє всім державам вільно досліджувати космос. Попри розробку резолюцій ООН щодо мирного використання космічного простору, на земній орбіті вже було випробувано протисупутникову зброю.
Фізичні дослідження космосу люди розпочали у XX ст. з появою висотних польотів на повітряній кулі. За цим пішли пілотовані ракетні польоти. Через високу вартість потрапляння в космос, пілотований космічний політ був обмежений низькою орбітою Землі та Місяцем. Натомість, безпілотні космічні апарати вже досягли усіх відомих планет Сонячної системи.
Космічний простір є складним середовищем для дослідження людиною через небезпеку вакууму та випромінювання. Мікрогравітація також погано впливає на фізіологію людини, та спричинює як ослаблення м'язів, так і втрату кісткової маси. Окрім цих питань охорони здоров'я та довкілля, економічні витрати на розміщення предметів, зокрема людей, у космосі дуже високі.

## Відкриття
350 року до н. е., грецький філософ Арістотель припустив, що природа не терпить порожнечі — принцип, який став відомим як жах вакууму. Ця концепція побудована на онтологічному аргументі 5 століття до н. е. грецького філософа Парменіда, який заперечував можливе існування порожнечі в просторі. Виходячи з цього міркування про те, що вакууму не може бути, на Заході багато століть вважалося, що простір не може бути порожнім. Ще в 17 столітті французький філософ Рене Декарт стверджував, що весь космос повинен бути заповнений.
У стародавньому Китаї астроном 2-го століття Чжан Хен досяг переконання, що космос мусить бути нескінченним, виходячи далеко за межі механізму, який підтримував Сонце та зірки. У книжках, що збереглися в школі Хсюан Іє, йдеться про те, що небо безмежне, «порожнє і не має речовини». Отже «Сонце, Місяць і скупчення зірок плавають у порожньому просторі, рухаючись або стоячи нерухомо».
Італійський вчений Галілео Галілей знав, що повітря має вагу, і завдяки цьому воно підлягає силі тяжіння. 1640 року він показав, що встановлена сила чинить опір утворенню вакууму. Однак його учневі Еванджелісті Торрічеллі залишиться виготовити пристрій, який утворить частковий вакуум, 1643 року. Цей дослід спричинив створення першого ртутного барометра і сприяв науковому розголосу в Європі. Французький математик Блез Паскаль вважав, що оскільки стовпчик ртуті підтримується повітрям, то колонка-показник повинна бути коротшою на більшій висоті, де тиск повітря нижчий. 1648 року його зять Флорін Перьє повторив дослід на горі Пюї-де-Дом у центральній Франції і виявив, що стовпчик був коротший на три сантиметри. Таке зниження тиску було показано також піднесенням напівповної повітряної кулі догори, та спостереженням як вона поступово розширюється, а потім стискається після спуску.
1650 року німецький вчений Отто фон Ґеріке виготовив перший вакуумний насос: пристрій, який би надалі спростовував явище жаху вакууму. Він правильно зазначив, що атмосфера Землі оточує планету як оболонка, до того-ж її густина поступово зменшується з висотою. Також він зробив висновок, що між Землею та Місяцем повинен бути вакуум.

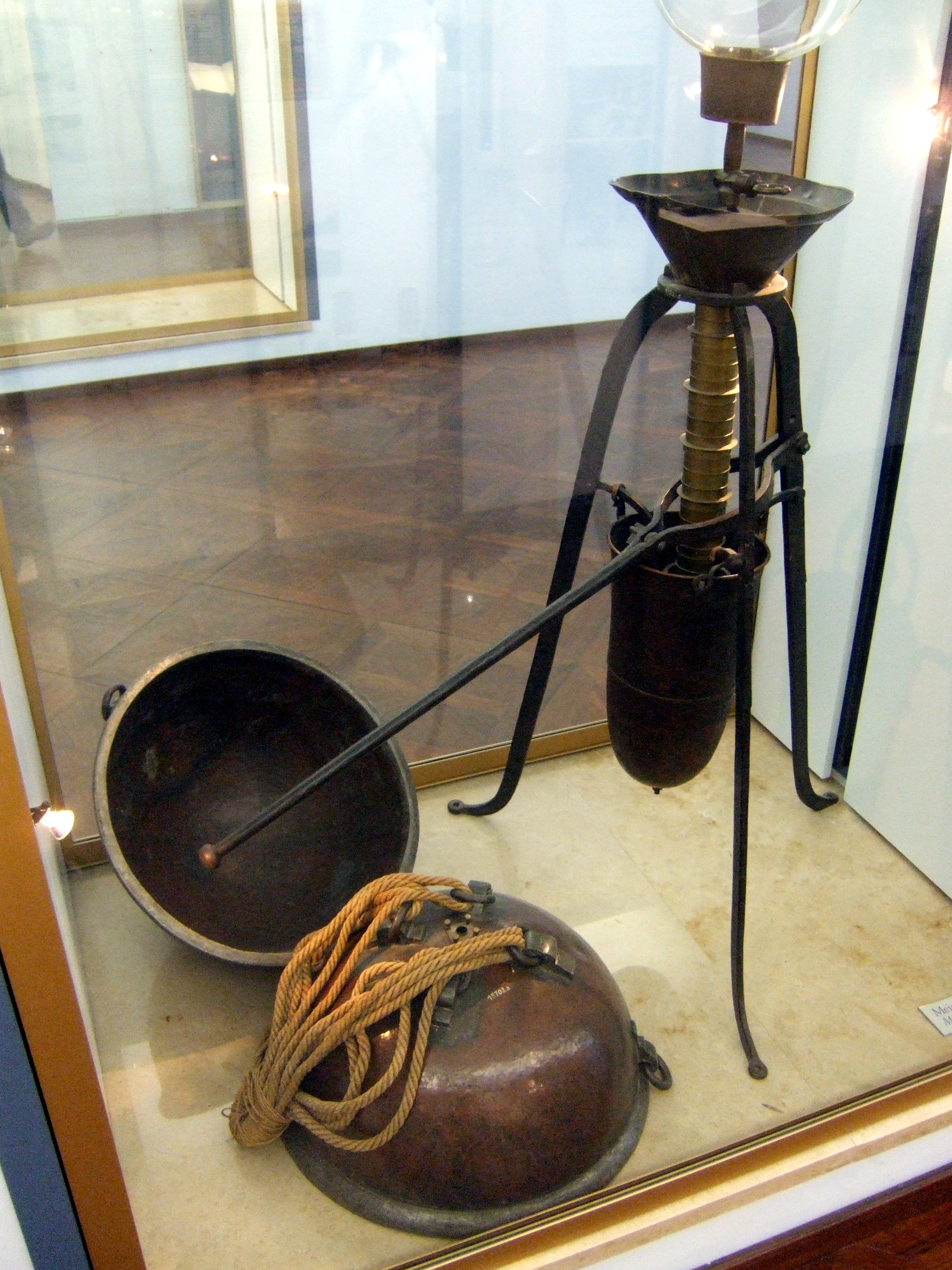
Вакуумний насос з півкулями у німецькому музеї

Ще в XV столітті німецький богослов Микола Кузанський припускав, що Всесвіту не вистачає центру та окружності. Він вважав, що Всесвіт, хоча і не є нескінченним, не може вважатися обмеженим, оскільки йому не вистачає меж, у яких він міг би міститися. Ці роздуми, спричинили міркування щодо нескінченного виміру простору італійським філософом Джордано Бруно у 16 столітті. Він поширив геліоцентричну космологію Коперника на висновок щодо нескінченності Всесвіту, наповненого речовиною, яку він назвав ефіром, котра не чинила опору руху небесних світил.  Англійський філософ Вільям Гілберт дійшов подібного висновку, стверджуючи, що зірки нам видні лише завдяки тому, що їх оточено тонким ефіром або порожнечею. Це вчення про ефір, виникло у давньогрецьких філософів, зокрема Арістотеля, який тлумачив його як середовище, крізь яке рухаються небесні світила.
Концепція Всесвіту, наповненого світловим ефіром, зберігала підтримку серед деяких вчених до початку 20 століття. Ця форма ефіру розглядалася як середовище, крізь яке може поширюватися світло. 1887 року,  дослідом Майкельсона — Морлі намагалися виявити рух Землі крізь це середовище, шукаючи зміни швидкості світла залежно від напрямку руху планети. Однак нульовий підсумок вказував, що з концепцією щось було не так. Тоді передбачення щодо світлоносності ефіру було полишено. Його замінила спеціальна теорія відносності Альберта Ейнштейна, яка стверджує, що швидкість світла у вакуумі є постійною величиною, незалежною від руху спостерігача чи системи відліку.
Першим професійним астрономом, який підтримав вчення нескінченного Всесвіту, був англієць Томас Діггес 1576 року. Але обсяг Всесвіту залишався невідомим до першого успішного вимірювання відстані до сусідньої зірки 1838 року німецьким астрономом Фрідріхом-Вільгельмом Бесселем. Він показав, що у зірки 61 Лебедя був паралакс всього 0,31 кутових секунди (порівняно із сучасним значенням 0,287 ″). Це відповідає відстані понад 10 світлових років. 1917 року, Гебер Дуст Кертіс зазначав, що нові зорі у спіральних туманностях, в середньому на 10 величин слабші ніж галактичні нові, і це дозволяє припустити, що перші розташовані у 100 разів далі. Відстань до галактики Андромеди було визначено 1923 року американським астрономом Едвіном Габблом, завдяки вимірюванню яскравості змінних цефеїд у цій галактиці — новому способу, відкритому Генрієттою Свон Лівітт. Це встановило, що галактика Андромеди, отже і всі галактики, лежать далеко за межами Чумацького Шляху.

## Становлення та будова

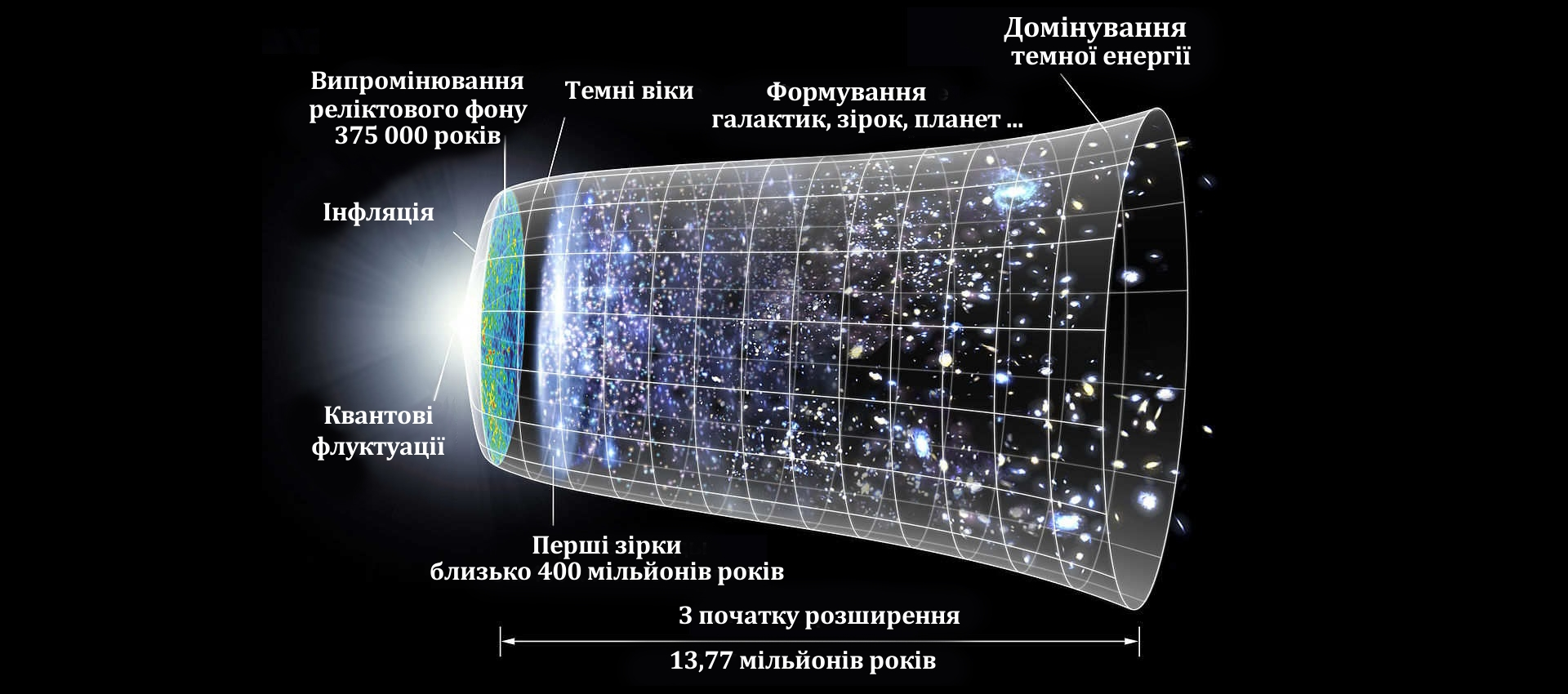
Хронологія метричного розширення простору, де простір, у тому числі здогадні невидимі ділянки Всесвіту, щоразу представлені круговими перерізами. Ліворуч — драматичне розширення відбувається в інфляційну епоху; а в центрі — розширення прискорюється (художня уява).

Згідно з теорією Великого вибуху, первинний Всесвіт близько 13,8 мільярдів років тому був надзвичайно гарячим та щільним утворенням, яке стрімко розширювалося. Приблизно за 380 000 років Всесвіт охолов достатньо, аби протони та електрони могли поєднуватися та утворювати
водень — так звана епоха рекомбінації. Коли це сталося, речовина та випромінювання відокремилися, що дозволило фотонам вільно рухатися крізь простір, який постійно розширюється. Матерія, котра залишилася після початкового розширення, відтоді зазнала гравітаційного колапсу зі створенням зір, галактик та інших астрономічних об'єктів, облишивши після себе глибокий вакуум, який утворює те, що зараз називають космосом. Оскільки світло має скінчену швидкість, ця теорія також обмежує розміри, безпосередньо спостережуваним Всесвітом. Це залишає відкритим питання, чи є Всесвіт скінченим або нескінченним.
Сучасний вигляд Всесвіту було визначено з вимірювань реліктового випромінювання за допомогою супутників, таких як WMAP. Ці спостереження вказують на те, що просторова геометрія спостережуваного Всесвіту є майже «пласкою», тобто, його кривина близька до нуля. Плаский Всесвіт у поєднанні з виміряною густиною маси (енергії) Всесвіту та прискореним розширенням вказують на те, що простір має ненульову енергію, яку називають темною енергією.
За оцінками, середня густина енергії сучасного Всесвіту (разом із темною енергією, темною матерією та видимою речовиною, яка складається з атомів), дорівнює енергії 5,9 протонів на кубічний метр. Однак, атоми становлять лише 4,6 % від загальної густини енергії або один протон на чотири кубічні метри. Втім, густина Всесвіту дуже неоднакова; вона змінюється від відносно високої густини галактик (зокрема, дуже висока густина в деяких структурах усередині галактик, таких як планети, зорі та чорні діри) до умов у величезних порожнинах, які мають значно меншу густину, принаймні, спостережуваної речовини. На відміну від спостережуваної речовини та темної матерії, темна енергія, здається, не зосереджена в галактиках: хоча темна енергія може становити більшість маси-енергії у Всесвіті, але в межах Чумацького Шляху вплив темної енергії на 5 порядків менший, ніж дія сил тяжіння від речовини й темної матерії.

## Середовище
Це чорне тло зі світлими космічними тілами різних розмірів, розкиданими навмання. Зазвичай вони мають білі, червоні або сині відтінки.
Космічний простір  — найвідоміше наближення до взірцевого вакууму. Він майже не має тертя, що дозволяє зіркам, планетам і їх супутникам, вільно рухатися зразковими орбітами, слідуючи початковому етапу становлення.

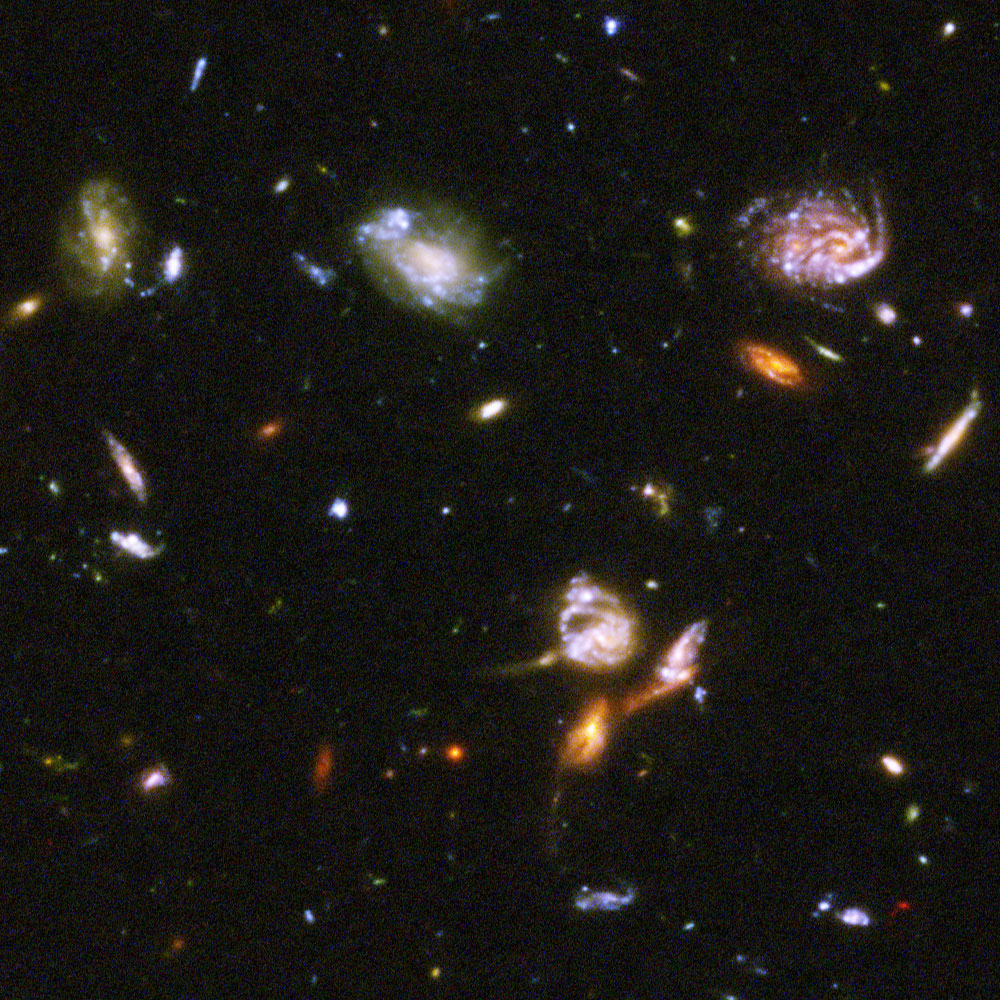
Частина зображення надглибокого поля Габбла, яка показує звичайну ділянку простору, що містить галактики, перемежовані глибоким вакуумом. Зважаючи на кінцеву швидкість світла, цей погляд охоплює останні 13 мільярдів років історії космосу.

Однак навіть глибокий вакуум міжгалактичного простору не позбавлений речовини, оскільки він як зазначено вище, містить кілька атомів водню на кубічний метр. Для порівняння, повітря, котрим люди дихають, містить близько 1,9×1025 молекул на кубічний метр. Низька густина речовини в космічному просторі означає, що електромагнітне випромінення може долати великі відстані без розсіювання: середній вільний шлях фотона в міжгалактичному просторі, становить приблизно 1023 км, або 10 мільярдів світлових років. Попри це, вимирання, яке є поглинанням і розсіюванням фотонів пилом і газом, є важливим чинником галактичної та міжгалактичної астрономії.
Зірки, планети та їх супутники утримують власну атмосферу гравітаційним тяжінням. Атмосфери не мають чітко окресленої верхньої межі: густина атмосферного газу поступово зменшується з відстанню від небесного тіла, поки її не відрізнити від космосу. Атмосферний тиск Землі спадає приблизно до 0,032 Па на 100 кілометрів (62 милі) висоти порівняно зі 100 000 Па, для визначення стандартного тиску Міжнародним союзом чистої та прикладної хімії (IUPAC). Над цією висотою, ізотропний тиск газу швидко стає незначним порівняно з тиском випромінення від Сонця та динамічним тиском сонячного вітру. Термосфера в цьому діапазоні має великі градієнти тиску, температури та складу і дуже змінюється через космічну погоду.
Температура космічного простору, вимірюється з урахуванням кінетичної активності газу, як і на Землі. Однак випромінювання космічного простору має іншу температуру, ніж кінетична температура газу і це означає, що газ та випромінення не перебувають у термодинамічній рівновазі. Весь спостережуваний Всесвіт заповнений фотонами, які було створено під час Великого вибуху, котрі відомі як космічне мікрохвильове фонове випромінення (CMB). (Цілком ймовірно, що відповідно, велика кількість нейтрино, називається фоном космічних нейтрино.) Поточна температура чорного тіла  фонового випромінювання, становить приблизно 3 К (−270 ° C; −454 ° F).
Магнітні поля було виявлено в просторі навколо майже кожного класу небесних об'єктів. Утворення зірок у спіральних галактиках може породжувати дрібно-розмірні динамо, створюючи бурхливі напруження магнітного поля близько 5–10 мкГ. Ефект Девіса-Грінштейна змушує витягнуті пилові зерна вирівнюватися згідно магнітного поля галактики, що призводить до слабкої оптичної поляризації. Це було використано для показу впорядкованих магнітних полів, котрі існують у кількох сусідніх галактиках. Магнітогідродинамічні процеси в активних еліптичних галактиках, виробляють власні притаманні їм струмені та радіо-частки. Нетеплові радіоджерела виявлено навіть серед найвіддаленіших джерел з червоним зсувом, що свідчить про наявність магнітних полів.
Поза захисною атмосферою та магнітним полем, існує мало перешкод для проходу крізь простір енергетичних субатомних частинок, відомих як космічні промені. Ці частинки мають енергію у межах від приблизно мільйона еВ до надзвичайних ста квінтильйонів еВ космічних променів надвисоких енергій. Сплесковий потік космічних променів відбувається за енергій близько більйона еВ — приблизно 87 % протонів, 12 % ядер гелію і 1 % важчих ядер. У високоенергетичному діапазоні, потік електронів становить лише близько 1 % від протонів. Космічні промені можуть пошкодити електронні компоненти та становити загрозу здоров'ю для космічних мандрівників. Згідно розповідей астронавтів, як Дон Петтіт, у космосі є палений / металевий запах, який чіпляється за їхні костюми й обладнання та подібний до запаху пальника дугового зварювального пристрою.

## Межа атмосфери
Чіткої межі між земною атмосферою та космосом не існує, оскільки зі збільшенням висоти атмосфера розріджується поступово. Якби температура була постійною, то тиск би змінювався за експоненціальним законом від 100 КПа на рівні моря до нуля. 
Міжнародна авіаційна федерація (ФАІ) робочою межею між атмосферою та космосом встановила висоту 100 км (умовна лінія Кармана). 
У США астронавтами вважають людей, що перебували на висоті понад 50 миль (≈80 км).

## Кордони на шляху до космосу та межі далекого космічного простору

### Атмосфера та ближній космос
- Рівень моря — атмосферний тиск 101,325 кПа (1 атм.; 760 мм рт. ст.), густина середовища 2,55× 1022 молекул на дм³[5]. Яскравість денного ясного неба 1500—5000 кд/м² при висоті Сонця 30—60°[6][7].
- 0,5 км — до цієї висоти проживає 80% населення світу.
- 2 км — до цієї висоти проживає 99% населення світу[8].
- 2—3 км — початок проявів нездужання (гірська хвороба) у неакліматизованих людей.
- 4,7 км — МАФ вимагає додаткового постачання киснем для пілотів та пасажирів.
- 5,0 км — 50% від атмосферного тиску на рівні моря (див. Стандартна атмосфера).
- 5,1 км — найвище розташоване постійне населений пункт місто Ла-Ринконада (Перу).
- 5,5 км — пройдена половина маси атмосфери[9] (гора Ельбрус). Яскравість неба в зеніті 646—1230 кд/м²[10].
- 6 км — межа проживання людини (тимчасові поселення шерпів у Гімалаях[11]), межа життя в горах.
- до 6,5 км — снігова лінія в Тибеті та Андах. В інших місцях вона розташована нижче, в Антарктиді — до 0 м над рівнем моря.
- 6,6 км — найвище розташована кам'яна споруда (гора Льюльяйльяко, Південна Америка)[12].
- 7 км — межа пристосованості людини до тривалого перебування в горах.
- 7,99 км — межа однорідної атмосфери при 0 °C та однаковій густині від рівня моря. Яскравість неба зменшується пропорційно зменшенню висоти однорідної атмосфери на даному рівні[13].
- 8,2 км — межа смерті без кисневої маски: навіть здорова і тренована людина може будь-коли втратити свідомість і загинути. Яскравість неба в зеніті 440—893 кд/м²[14].
- 8,848 км — найвища точка Землі гора Еверест — межа доступності пішки в космос.
- 9 км — межа пристосованості до короткочасного дихання атмосферним повітрям.
- 10—12 км — межа між тропосферою та стратосферою (тропопауза) у середніх широтах. Також це межа підйому звичайних хмар, далі простягається розріджене і сухе повітря.
- 12 км — дихання повітрям еквівалентне перебуванню в космосі (однаковий час втрати свідомості ~10—20 с)[15]; межа короткочасного дихання чистим киснем без додаткового тиску. Яскравість неба в зеніті 280—880 кд/м²[10]. Стеля дозвукових пасажирських авіалайнерів[джерело не вказане 617 днів].
- 15—16 км — дихання чистим киснем еквівалентне перебуванню в космосі[15].
Над головою залишилося 10% маси атмосфери[16]. Небо стає темно-фіолетовим (10—15 км)[17].
- 16 км — при перебуванні у висотному костюмі в кабіні потрібен додатковий тиск.
- 18,9—19,35 — лінія Армстронга — початок космосу для організму людини: закипання води при температурі тіла людини. Внутрішні рідини ще не киплять, оскільки тіло генерує достатній внутрішній тиск, але можуть почати кипіти слина та сльози з утворенням піни, набрякати очі.
- 19 км — яскравість темно-фіолетового неба в зеніті 5% від яскравості чистого синього неба на рівні моря (74,3—75 свічок[18] проти 1490 кд/м²[6]), вдень можуть бути видимі найяскравіші зірки та планети.
- 20 км — зона від 20 до 100 км за рядом параметрів вважається «ближнім космосом». На цих висотах вид з ілюмінатора майже як у навколоземному космосі, але супутники тут не літають, небо темно-фіолетове та чорно-лілове, хоча й виглядає чорним на контрасті з яскравим Сонцем та поверхнею.
Стеля теплових аеростатів-монгольф'єрів (19 811 м)[19].
- 20—30 км — початок верхньої атмосфери[20].
- 20—22 км — верхня межа біосфери: межа підйому вітрами живих спор та бактерій[21].
- 20—25 км — озоновий шар у середніх широтах. Яскравість неба вдень у 20—40 разів менша яскравості на рівні моря[22], як у центрі смуги повного сонячного затемнення та як у сутінки, коли Сонце нижче горизонту на 2—3 градуси та можуть бути видимі планети.
- 25 км — інтенсивність первинної космічної радіації починає переважати над вторинною (народженою в атмосфері)[23].
- 25—26 км — максимальна висота реального застосування існуючих реактивних літаків.
- 29 км — найнижча науково визначена межа атмосфери за законом зміни тиску та падіння температури з висотою, XIX століття[24][25]. Тоді не знали про стратосферу та зворотний підйом температури.
- 30 км — яскравість неба в зеніті 20—35 кд/м² (~1% наземного)[26], зір не видно, можуть бути видимі найяскравіші планети[27]. Висота однорідної атмосфери над цим рівнем 95—100 м[26][28].
- 30—100 км — середня атмосфера за термінологією COSPAR[29].
- 34,4 км — середній тиск на поверхні Марса відповідає цій висоті[30]. Проте цей розріджений повітря здатний вітрами піднімати пил, що забарвлює спокійне марсіанське небо у жовто-рожевий колір з яскравістю у сто разів більшою за розрахункову за відсутності пилу[31]. На Землі подібного ефекту немає і небо залишається темним, оскільки пил на таку висоту не піднімається.
- 34,668 км — рекорд висоти стратостата з двома пілотами (проект «Страто-Лаб»[en], 1961 р.)
- бл. 35 км — початок космосу для води або потрійна точка води: на цій висоті атмосферний тиск 611,657 Па і вода кипить при 0 °C, а вище не може перебувати у рідкому вигляді.
- 37,8 км — рекорд висоти польоту турбореактивних літаків (МіГ-25М, динамічна стеля)[32].
- бл. 40 км (52 000 кроків) — верхня межа атмосфери в XI столітті: перше наукове визначення її висоти за тривалістю сутінків та діаметром Землі (арабський учений Альгазен, 965—1039 рр.)[33]
- 41,42 км — рекорд висоти стратостата, керованого однією людиною, а також рекорд висоти стрибка з парашутом (Алан Юстас, 2014 р.)[34]. Попередній рекорд — 39 км (Фелікс Баумгартнер, 2012 р.)
- 45 км — теоретична межа для прямоточного повітряно-реактивного літака.
- 48 км — максимальна інтенсивність ультрафіолетових променів Сонця[35].
- 50—55 км — межа між стратосферою та мезосферою (стратопауза).
- 50—150 км — у цій зоні жоден літальний апарат не зможе довго літати на постійній висоті[36][37].
- 51,694 км — останній пілотований рекорд висоти в докосмічну епоху (Джозеф Уокер на ракетоплані X-15, 30 березня 1961 р., див. Список польотів X-15[en]). Висота однорідної атмосфери 5,4 м[13] — менше 0,07% її маси.
- 53,7 км — рекорд висоти безпілотного газового аеростата метеозонда (20 вересня 2013 р., Японія)[38].
- 55 км — спусковий апарат при балістичному спуску відчуває максимальні перевантаження[39].
Атмосфера припиняє поглинати космічну радіацію[40]. Яскравість неба бл. 5 кд/м²[41][42]. Вище сяйво деяких явищ може набагато перекривати яскравість розсіяного світла (див. далі).
- 40—80 км — максимальна іонізація повітря (перетворення повітря на плазму) від тертя об корпус спускового апарату при вході в атмосферу з першою космічною швидкістю[43].
- 60 км — початок іоносфери — області атмосфери, іонізованої сонячним випромінюванням.
- 70 км — верхня межа атмосфери в 1714 р. за розрахунком Едмунда Галлея на основі вимірювань тиску альпіністами, закону Бойля та спостережень за метеорами[44].
- бл. 80 км — припиняють поширюватися через швидке затухання найдовші звукові хвилі до 30 м. Коротші звукові хвилі на зразок людського голосу (0,25—4,28 м)[45], а тим більше ультразвук затухають на менших висотах[46]
- 80 км — висота перигея ШСЗ, з якого починається зхід з орбіти[47].
Початок реєстрованих перевантажень при спуску з 1-ю космічною швидкістю (СА Союз)[48].
- 75—85 км — висота появи серебристих хмар, іноді мають яскравість до 1—3 кд/м²[49].
- 80,45 км (50 миль) — межа космосу в ПС США. NASA дотримується висоти ФАІ 100 км[50][51].
- 80—90 км — межа між мезосферою та термосферою (мезопауза). Яскравість неба 0,08 кд/м²[52][53].
- 90 км — початок реєстрованих перевантажень при спуску з другою космічною швидкістю.
- 90—100 км — турбопауза, нижче якої гомосфера, де повітря перемішується і однакове за складом, а вище — гетеросфера, в якій вітри зупиняються і повітря ділиться на шари різних за масою газів.
- бл. 100 км — початок плазмосфери, де іонізоване повітря взаємодіє з магнітосферою.
- бл. 100 км — найяскравіший натрієвий шар свічення атмосфери товщиною 10—20 км[54], з космосу спостерігається як єдиний світний шар[55]
- 100 км — доведена протяжність атмосфери станом на 1902 рік (завдяки відкриттю відбиваючого радіохвилі іонізованого шару Кеннеллі — Хевісайда 90—120 км)[56].

### Навколоземний космічний простір
- 100 км — офіційна міжнародна межа між атмосферою та космосом — лінія Кармана, рубіж між аеронавтикою та космонавтикою. Літаючий корпус та крила починаючи з 100 км не мають сенсу, оскільки швидкість польоту для створення підйомної сили стає вищою за першу космічну швидкість і атмосферний літальний апарат перетворюється на космічний супутник. Густина середовища 12 квадрильйонів частинок на 1 дм³[57], яскравість темно-бурого-фіолетового неба 0,01—0,0001 кд/м² — наближається до яскравості темно-синього нічного неба[52][58]. Висота однорідної атмосфери 45 см[13].
- 100—110 км — початок руйнування супутника: обгоряння антен та панелей сонячних батарей[59].
- 108 км[60] — мінімальна висота початку останнього витка супутника з найменшим балістичним коефіцієнтом[61], завершуючи оберт, супутник переходить у балістичний спуск.
- 110 км — мінімальна висота апарата, що буксирується вищелітаючим важким супутником[37].
- 110—120 км[60] — мінімально можливі висоти початку останнього витка реальних супутників[61].
- 118 км — перехід від атмосферного вітру до потоків заряджених частинок[62].
- 120—150 км — перехід від вільно-молекулярного течії до течії суцільного середовища, в якій середня довжина вільного пробігу частинок повітря стає порівнянною зі звичайними розмірами супутника від 1 до 25 м[63]. Набігаючий потік повітря починає ущільнюватися перед супутником і чинить більший гальмівний вплив. Для мікросупутників та невеликих метеоритів ця межа розташована нижче.
- 121—122 — найнижчий початковий перигей секретних супутників, апогей їх був 266—346 км, час існування 1—2 дні[64].
- 122 км (400 000 футів) — перші помітні прояви атмосфери при поверненні з орбіти: набігаюче повітря стабілізує крилатий апарат типу Спейс Шаттл носом по ходу руху[65].
- 130 км[60] — висота початку останнього оберту кулястого супутника діаметром 2,3 м та масою 2400 кг (параметри СА Схід)[66][67]; за іншими даними висота початку останнього витка для такого супутника близько 150 км[68]
- 135 км — максимальна висота появи болидів[69].
- 150 км[60] — супутник з геометрично зростаючою швидкістю втрачає висоту, йому залишилося існувати 1—2 оберти[70]; супутник з площею міделя 1 м² (діаметром бл. 1,14 м) масою 1000 кг за один оберт спуститься на 20 км[66].
- 150—160 км — денне небо стає чорним[35][71]: яскравість неба наближається до мінімальної розрізнюваної оком яскравості 1× 10-6 кд/м²[52][72][73].
- 160 км (100 миль) — межа початку більш-менш стабільних низьких навколоземних орбіт.
- 188 км — висота першого безпілотного космічного польоту (ракета Фау-2, 1944 р.)[74][75].
- 200 км — найнижча можлива орбіта з короткостроковою стабільністю (до кількох днів).
- 302 км — максимальна висота (апогей) першого пілотованого космічного польоту (Ю. О. Гагарін на космічному кораблі Схід-1, 12 квітня 1961 р.).
- 320 км — доведена протяжність атмосфери станом на 1927 рік (завдяки відкриттю шару Еплтона)[56].
- 350 км — найнижча можлива орбіта з довгостроковою стабільністю (до кількох років).
- бл. 400 км — висота орбіти Міжнародної космічної станції. Найбільша висота ядерних випробувань (Starfish Prime, 1962 р.). Вибух створив тимчасовий штучний радіаційний пояс, який міг би вбити космонавтів на навколоземних орбітах, але в цей час не проводилося пілотованих польотів.
- 500 км — початок внутрішнього протонного радіаційного поясу та закінчення безпечних орбіт для тривалих польотів людини. Нерозрізнювана оком яскравість неба все ще має місце[42].
- 690 км — середня висота межі між термосферою та екзосферою (термопауза, екзобаза). Вище екзобази довжина вільного пробігу молекул повітря більша за висоту однорідної атмосфери і якщо вони летять угору зі швидкістю більшою за другу космічну, то з ймовірністю понад 50% покинуть атмосферу.
- 947 км — висота апогея першого штучного супутника Землі (Супутник-1, 1957 р.).
- 1000—1100 км — максимальна висота полярних сяйв, останній видимий з поверхні Землі прояв атмосфери; але зазвичай добре помітні сяйва яскравістю до 1 кд/м²[76][77] відбуваються на висотах 90—400 км. Густина середовища 400—500 мільйонів частинок на 1 дм³[78][79].
- 1300 км — зареєстрована межа атмосфери до 1950 року[80].
- 1320 км — максимальна висота траєкторії балістичної ракети при польоті на відстань 10 тис. км[81].
- 1372 км — максимальна висота, досягнута людиною до перших польотів до Місяця; космонавти вперше побачили не просто закруглений горизонт, а кулеподібність Землі (корабель Джеміні-11 2 вересня 1966 р.)[82].
- 2000 км — умовна межа між низькими та середніми навколоземними орбітами. Атмосфера не чинить впливу на супутники, і вони можуть існувати на орбіті багато тисячоліть.
- 3000 км — максимальна інтенсивність потоку протонів внутрішнього радіаційного поясу (до 0,5—1 Гр/год — смертельна доза протягом кількох годин польоту)[83].
- 12 756,49 км — ми віддалилися на відстань, рівну екваторіальному діаметру планети Земля.
- 17 000 км — максимум інтенсивності зовнішнього електронного радіаційного поясу до 0,4 Гр на добу[84].
- 27 743 км — відстань прольоту заздалегідь (понад 1 дня) виявленого астероїда 2012 DA14.
- 35 786 км — межа між середніми та високими навколоземними орбітами.
Висота геостаціонарної орбіти, супутник на такій орбіті завжди буде висіти над однією точкою екватора. Густина частинок на цій висоті ~20—30 тис. атомів водню на дм³[85].
- бл. 80 000 км — теоретична межа атмосфери в першій половині XX століття. Якби вся атмосфера рівномірно оберталася разом із Землею, то з цієї висоти на екваторі відцентрова сила перевищувала б притягання, і молекули повітря, що вийшли за цю межу, розліталися б у різні боки[86][87]. Межа виявилася близькою до реальної і явище розсіювання атмосфери має місце, але відбувається воно через теплову та корпускулярну дію Сонця у всьому об'ємі екзосфери.
- бл. 90 000 км — відстань до головної ударної хвилі, утвореної зіткненням магнітосфери Землі з сонячним вітром.
- бл. 100 000 км — верхня межа екзосфери (геокорона) Землі з боку Сонця[88], під час підвищеної сонячної активності вона ущільнюється до 5 діаметрів Землі (~60 тис. км). Однак з тіньового боку останні сліди «хвоста» екзосфери, що здувається сонячним вітром, можуть простежуватися до відстаней 50—100 діаметрів Землі (600—1200 тис. км)[89]. Кожен місяць протягом чотирьох днів цей хвіст перетинає Місяць[90][91].

### Міжпланетний простір
- 260 000 км — радіус сфери тяжіння, де притягання Землі перевищує притягання Сонця.
- 363 104—405 696 км — висота орбіти Місяця над Землею (30 діаметрів Землі). Густина середовища міжпланетного простору (густина сонячного вітру) в околицях земної орбіти 5—10 тисяч частинок на 1 дм³ зі сплесками до 200 000 частинок у 1 дм³ під час сонячних спалахів[92]
- 401 056 км — абсолютний рекорд висоти, на якій була людина (Аполлон-13 14 квітня 1970 р.).
- 928 000 км — радіус сфери гравітаційного впливу Землі, в якій рух космічних тіл приблизно відповідає руху по кеплерівській орбіті, у фокусі якої знаходиться Земля. Далі притягання Сонця буде перетягувати тіла, що вийшли зі сфери.
- 1 497 000 км — радіус сфери Хілла Землі та максимальна висота її орбітальних супутників. Відстань до однієї з точок лібрації L2, в яких потрапили туди тіла перебувають у гравітаційній рівновазі та є супутниками і Землі, і Сонця з однаковим періодом обертання 1 рік[93]. Космічна станція, виведена в цю точку, з мінімальними витратами палива на корекції траєкторії завжди б слідувала за Землею і знаходилася б у її тіні.
- 21 000 000 км — можна вважати, що зникає гравітаційний вплив Землі на пролітаючі об'єкти[94][65].
- 40 000 000 км — мінімальна відстань від Землі до найближчої великої планети Венера.
- 56 000 000 — 58 000 000 км — мінімальна відстань до Марса під час Великих протистоянь.
- 149 597 870,7 км — середня відстань від Землі до Сонця. Ця відстань служить мірилом відстаней у Сонячній системі і називається астрономічна одиниця (а. о.). Світло проходить цю відстань приблизно за 500 секунд (8 хвилин 20 секунд).
- 590 000 000 км — мінімальна відстань від Землі до найближчої великої газової планети Юпітер. Подальші числа вказують відстань від Сонця.
- 4 500 000 000 км (4,5 мільярдів км, 30 а. о.) — радіус межі навколосонячного міжпланетного простору — радіус орбіти найвіддаленішої великої планети Нептун. Початок Поясу Койпера.
- 8 230 000 000 км (55 а. о.) — дальня межа поясу Койпера — поясу малих крижаних планет, до якого входить карликова планета Плутон. Початок Розсіяного диска, що складається з кількох відомих транснептунових об'єктів з витягнутими орбітами та короткоперіодичних комет.
- 11 384 000 000 км — перигелій малої червоної планети Седни у 2076 році, що є перехідним випадком між Розсіяним диском та Хмарою Оорта (див. нижче). Після цього планета почне шеститисячолітній політ по витягнутій орбіті до афелію, що відстоїть на 140—150 млрд км від Сонця.
- 11—14 млрд км — межа геліосфери, де сонячний вітер з надзвуковою швидкістю натикається на міжзоряну речовину і створює ударну хвилю, початок міжзоряного простору.
- 23 337 267 829 км (приблизно 156 а. о.) — відстань від Сонця до найдальшого на даний момент міжзоряного автоматичного космічного апарата Вояджер-1 на 24 квітня 2022 року.
- 35 000 000 000 км (35 мльярд км, 230 а. о.) — відстань до передбачуваної головної ударної хвилі, утвореної власним рухом Сонячної системи крізь міжзоряну речовину.
- 65 000 000 000 км — відстань до апарата Вояджер-1 до 2100 року.

### Міжзоряний простір
- бл. 300 000 000 000 км (300 млрд км) — ближня межа хмари Хіллса, що є внутрішньою частиною хмари Оорта — великого, але дуже розрідженого кулястого скупчення крижаних брил, які повільно летять своїми орбітами. Іноді вибиваючись із цієї хмари і наближаючись до Сонця, вони стають довгоперіодичними кометами.
- 4 500 000 000 000 км (4,5 трлн км) — відстань до орбіти гіпотетичної планети Тюхе, що викликає вихід комет із Хмари Оорта в навколосонячний простір.
- 9 460 730 472 580,8 км (бл. 9,5 трлн км) — світловий рік — відстань, яку світло з швидкістю 299 792 км/с проходить за 1 рік. Служить для вимірювання міжзоряних і міжгалактичних відстаней.
- до 15 000 000 000 000 км — дальність ймовірного знаходження гіпотетичного супутника Сонця зірки Немезиди, ще одного можливого винуватця приходу комет до Сонця.
- до 20 000 000 000 000 км (20 трлн км, 2 св. роки) — гравітаційні межі Сонячної системи (сфера Хілла) — зовнішня межа Хмари Оорта, максимальна дальність існування супутників Сонця (планет, комет, гіпотетичних слабкосвітних зірок).
- 30 856 776 000 000 км — 1 парсек — більш вузькопрофесійна астрономічна одиниця вимірювання міжзоряних відстаней, дорівнює 3,2616 світлового року.
- бл. 40 000 000 000 000 км (40 трлн км, 4,243 св. роки) — відстань до найближчої до нас відомої зірки Проксима Центавра.
- бл. 56 000 000 000 000 км (56 трлн км, 5,96 св. роки — відстань до злітної зірки Барнарда. До неї планувалося послати перший реально проектований з 1970-х років безпілотний апарат «Дедал», здатний долетіти і передати інформацію в межах одного людського життя (близько 50 років).
- 100 000 000 000 000 км (100 трлн км, 10,57 св. роки) — у межах цього радіусу знаходяться 18 найближчих зірок, включаючи Сонце.
- бл. 300 000 000 000 000 км (300 трлн км, 30 св. років) — розмір Місцевої міжзоряної хмари, через яку зараз рухається Сонячна система (густина середовища цієї хмари 300 атомів на 1 дм³).
- бл. 3 000 000 000 000 000 км (3 квадрлн км, 300 св. років) — розмір Місцевого газового бульбашки, до складу якого входить Місцева міжзоряна хмара з Сонячною системою (густина середовища 50 атомів на 1 дм³).
- бл. 33 000 000 000 000 000 км (33 квадрлн км, 3500 св. років) — товщина галактичного Рукава Оріона, біля внутрішнього краю якого знаходиться Місцевий бульбашка.
- бл. 300 000 000 000 000 000 км (300 квадрлн км) — відстань від Сонця до найближчого зовнішнього краю гало нашої галактики Чумацький Шлях (англ. Milky Way). До кінця XIX століття Галактика вважалася межею всієї Всесвіту.

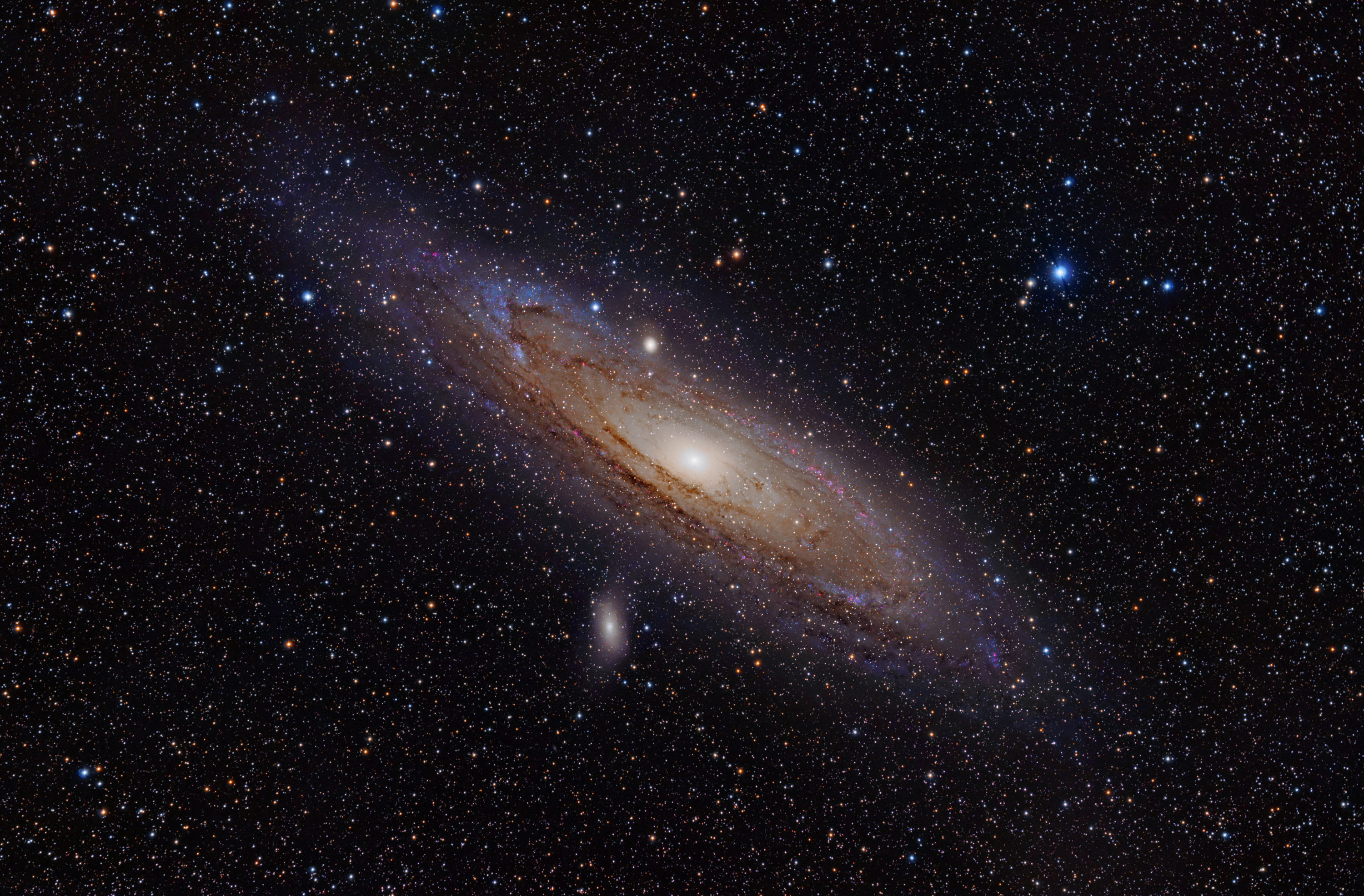
Галактика М31 Андромеда, найближча галактика до Чумацького Шляху)

- бл. 1 000 000 000 000 000 000 км (1 квінтлн км, 100 тисяч св. років) — діаметр нашої галактики Чумацький Шлях, у ній 200—400 мільярдів зірок, сумарна маса разом з чорними дірами, темною матерією та іншими невидимими об'єктами — бл. 3 трильйони Сонць. За її межами простягається чорний, майже порожній і беззоряний міжгалактичний простір з ледве помітними без телескопа маленькими плямами кількох найближчих галактик. Об'єм міжгалактичного простору багаторазово більший об'єму міжзоряного, а густина середовища його — менше 1 атома водню на 1 дм³.

### Міжгалактичний простір
- бл. 5 000 000 000 000 000 000 км (бл. 5 квінтильйонів км) — розмір підгрупи Чумацького Шляху, до якої входять наша галактика та її супутники карликові галактики, всього 15 галактик. Найвідоміші з них — Велика Магелланова Хмара та Мала Магелланова Хмара, через 4 мільярди років вони ймовірно будуть поглинуті нашою галактикою.
- бл. 30 000 000 000 000 000 000 км (бл. 30 квінтильйонів км, бл. 1 млн парсек) — розмір Місцевої групи галактик, до якої входять три великі сусіди: Чумацький Шлях, Галактика Андромеди, Галактика Трикутника, і численні карликові галактики (понад 50 галактик). Галактика Андромеди і наша галактика зближуються зі швидкістю близько 120 км/с і ймовірно зіткнуться одна з одною приблизно через 4—5 мільярдів років.
- бл. 220 000 000 000 000 000 000 км (220 квінтильйонів км, бл. 23 млн. св. років – розмір Місцевого листа, до якого входить Місцева група галактик.
- бл. 2 000 000 000 000 000 000 000 км (2 секстильйона км, 200 млн св. років) — розмір Місцевого надскупчення галактик (Надскупчення Діви) (близько 30 тисяч галактик, маса близько квадрильйона Сонць).
- бл. 4 900 000 000 000 000 000 000 км (4,9 секстильйона км, 520 млн св. років) — розмір ще більшого надскупчення Ланиакея («Неосяжні небеса»), до якого входять наше надскупчення Діви і так званий Великий атрактор, що притягує до себе і змушує рухатися навколишні галактики, включаючи нашу, зі швидкістю обертання близько 500 км/с. Всього в Ланиакеї близько 100 тисяч галактик, маса її близько 100 квадрильйонів Сонць.
- бл. 10 000 000 000 000 000 000 000 км (10 секстильйонів км, 1 млрд св. років) — довжина Комплексу надскупчень Риби-Кит, що називається ще галактичною ниткою і гіперскупченням Риби-Кит, в якому ми живемо (60 скупчень галактик, 10 мас Ланиакеї або близько квінтильйона Сонць).
- до 100 000 000 000 000 000 000 000 км — відстань до Супервойду Ерідана, одного з найбільших на сьогодні відомих войдів розміром близько 1 млрд св. років. У центральних областях цього величезного порожнього простору немає зірок і галактик, і взагалі майже немає звичайної матерії, густина його середовища 10% від середньої густини Всесвіту або 1 атом водню в 1—2 м³. Космонавт у центрі войду без великого телескопа не зміг би побачити нічого, крім темряви.
На малюнку праворуч у кубічній вирізці з Всесвіту видно багато сотень великих і малих войдів, розташованих, як бульбашки у піні, між численними галактичними нитками. Об'єм войдів набагато більший об'єму ниток.
- ок. 100 000 000 000 000 000 000 000 км (100 секстильйонів км, 10 млрд св. років) — довжина великої стіни Геркулес — Північна Корона, найбільшої відомої на сьогодні надструктури в спостережуваному Всесвіті. Розташована на відстані близько 10 млрд світлових років від нас. Світло від нашого щойно народженого Сонця зараз знаходиться на півдорозі до Великої стіни, а досягне її, коли Сонце вже загине.
- ок. 250 000 000 000 000 000 000 000 км (бл. 250 секстильйонів км, понад 26 млрд св. років) — розмір меж видимості речовини (галактик і зір) у спостережуваному Всесвіті (близько 2 трильйонів галактик).
- ок. 870 000 000 000 000 000 000 000 км (870 секстильйонів км, 92 млрд св. років) — розмір меж видимості випромінювання у спостережуваному Всесвіті.

## Вплив відкритого космосу на живі організми
Докладніше: Пілотований космічний політ
Усупереч розповсюдженій думці, потрапивши у відкритий космос людина миттєво не замерзне, не вибухне й не знепритомніє, її кров не закипить. Натомість настане доволі швидка смерть від нестачі кисню. Водночас, зі слизових оболонок організму (язик, очі, мембрани в легенях) почне швидко випаровуватись вода. Деякі додаткові загрози — опіки незахищених ділянок шкіри та ураження інших приповерхневих тканин тіла — почнуться приблизно після 10 секунд. Отже, якщо не затримувати подих у легенях, то 30…60 секунд перебування у відкритому космосі не спричинять незворотних ушкоджень людському організмові.

## Поділ космічного простору
Космічний простір поділяють на такі ділянки, які мають різні властивості:
- навколоземний космічний простір — обшир, що розташований за межами атмосфери Землі у межах орбіти Місяця (зокрема точки Лагранжа системи Земля — Місяць) (в англійській мові інколи вживається термін cislunar space[98]). На відміну від інших ділянок космосу навколоземний простір містить космічне сміття — речі, що лишилися від людської діяльності на орбітах.
  - ділянку космосу, де гравітація Землі залишається визначальною відносно пертурбацій від Сонця, називають сферою Гілла Землі.
- міжпланетний простір — обшир у Сонячній системі поза навколоземним простором. Його умовною межею вважають геліопаузу. Концентрація частинок у міжпланетній широчіні становить менше 107 на см³.
- міжзоряний простір — обшир між зорями всередині галактик. Концентрація атомів у міжзоряному середовищі змінюється від 106 на см³ (на холодних насичених ділянках) до 10−4 на см³ (на гарячих розріджених ділянках, де речовина здебільшого іонізована). У між-хмарному середовищі (яке охоплює близько половини об'єму галактичного диску) вона становить у середньому 0,2 атома на см³.
- міжгалактичний простір — частина космосу між галактиками. Заповнена вкрай розрідженим іонізованим газом із середньою густиною близько 1 атома на 1 дм³ (10−4…10−2 на см³).

Поряд із цим вживаним, є умовний поділ космічного простору за відстанню від Землі на:
- ближній космос;
- далекий (глибокий або відкритий) космос.

Чіткої межі між ними не встановлено: одні дослідники проводять межу за гравітаційною сферою Землі (тобто, відносять міжпланетний простір до глибокого космосу), інші ж вважають міжпланетний простір частиною ближнього космосу (тобто, проводять межу ближнього космосу за геліопаузою або за сферою Гілла Сонця).

## Космічні польоти
Щоб вийти на орбіту, тіло має досягти певної швидкості. Космічні швидкості для Землі:
- Перша космічна швидкість — 7,9 км/с;
- Друга космічна швидкість — 11,168 км/с — швидкість для відходу зі сфери тяжіння Землі;
- Третя космічна швидкість — 16,67 км/с — швидкість для відходу зі сфери тяжіння Сонця і виходу в міжзоряний простір;
- Четверта космічна швидкість — близько 550 км/с — швидкість для відходу зі сфери тяжіння галактики Чумацький Шлях і виходу в міжгалактичний простір. Для порівняння, швидкість руху Сонця відносно центру галактики становить приблизно 220 км/с.

Вважається, ніби першим, хто зрозумів, що для досягнення таких швидкостей з використанням будь-якого хімічного пального потрібна багатоступенева ракета, був Костянтин Ціолковський.

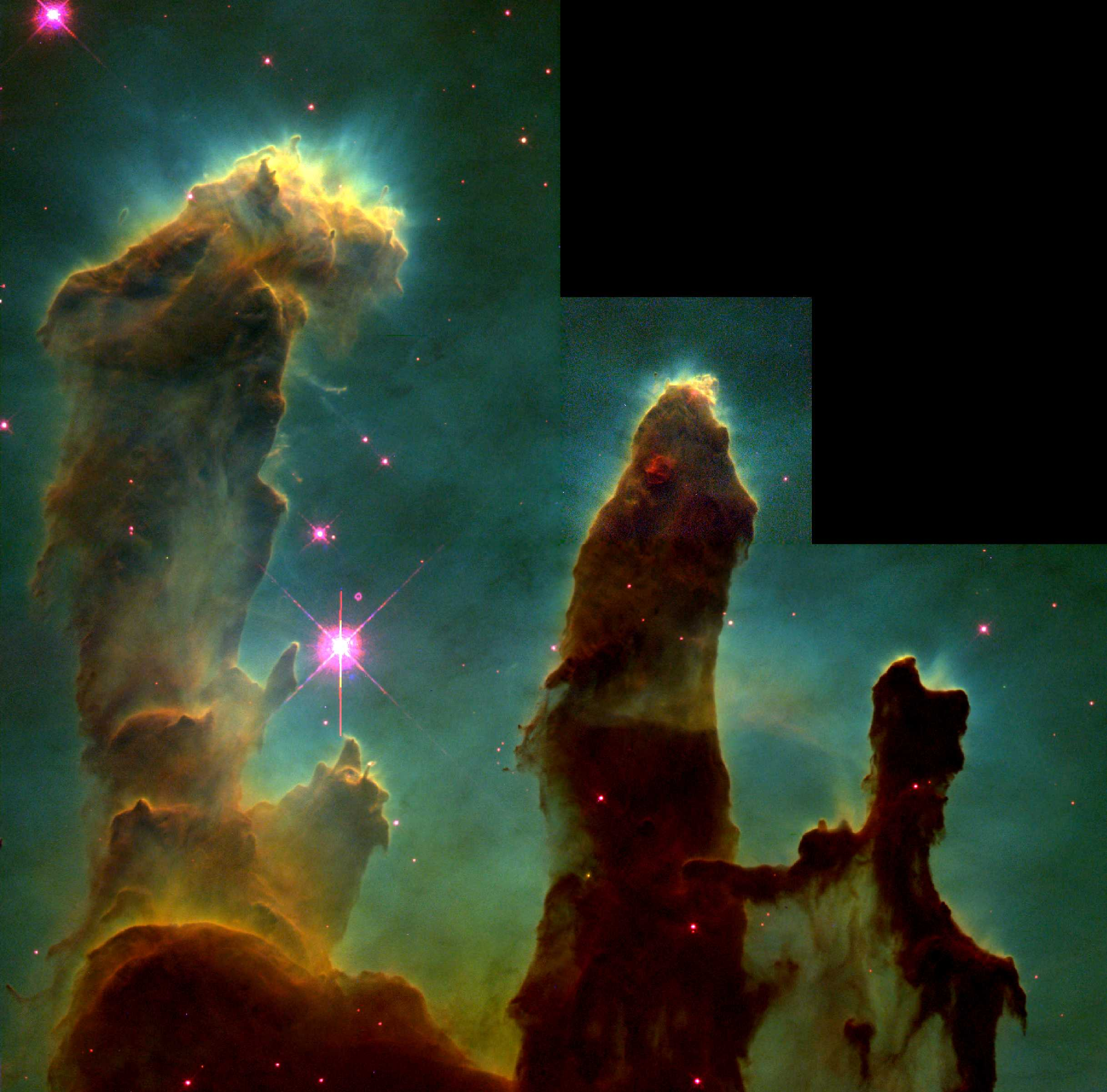
Фото, передане з Космічного телескопа імені Габбла

Відсутність повітря робить космічний простір (та поверхню Місяця) зразковими місцями для астрономічних спостережень на всіх довжинах хвиль електромагнітного спектру. Космічні телескопи (як-от космічний телескоп «Габбл», космічний телескоп Спітцера, IRAS, WMAP, UHURU, Чандра) попри свої невеликі розміри (порівняно із земними) отримують неповторні дані, які майже неможливо одержати на поверхні Землі. Водночас, неоціненні відомості про планети, астероїди та комети Сонячної системи отримують за допомогою космічних апаратів.

## Дослідження і використання
Протягом більшої частини історії людства, космос досліджувався за допомогою спостережень, проведених з поверхні Землі — спочатку неозброєним оком, а згодом за допомогою телескопа. До появи надійних ракетних технологій, найближче досягання людиною космічного простору — це польоти на повітряній кулі. 1935 року, пілотована повітряна куля US Explorer II сягнула висоти 22 км (14 миль). Це було значно перевершено 1942 року, коли під час третього пуску німецької ракети, А-4 залетіла на висоту близько 80 км (50 миль). 1957 року, «Супутник-1» без екіпажу був запущений радянською ракетою Р-7 під керівництвом основоположника практичної космонавтики, уродженця Житомира С. П. Корольова, досягнувши навколоземної орбіти на висоті 215…939 кілометрів (134…583 милі). За цим пішов перший політ людини в космос 1961 року, коли Юрій Гагарін був відправлений на орбіту, «Востоком-1». Першими людьми, які покинули навколоземну орбіту, були Френк Борман, Джим Ловелл і Вільям Андерс котрі 1968 року, на борту американського космічного корабля «Аполлон-8», досягли місячної орбіти та найбільшої відстані 377 349 км (234 474 миль) від Землі.
Першим космічним кораблем, який досяг космічної швидкості, став радянський космічний апарат «Луна-1», що зробив обліт Місяця 1959 року. 1961 року «Венера-1» став найпершим планетарним зондом. Він виявив наявність сонячного вітру і зробив перший проліт Венери, хоча зв'язок з ним було втрачено ще до досягнення Венери. Першою успішною планетарною місією, був проліт «Маринера-2» над Венерою 1962 року. Перший проліт Марса був здійснений «Маринером-4» 1964 року. З тих пір безпілотні космічні кораблі успішно досліджували кожну з планет Сонячної системи, а також їх супутники та безліч малих планет і комет. Вони залишаються основним засобом для дослідження космічного простору, а також для спостереження за Землею. У серпні 2012 року, «Вояджер-1» став першим штучним об'єктом, який залишив Сонячну систему і увійшов в міжзоряний простір.
Відсутність повітря робить космічний простір взірцевим місцем для астрономії на всіх довжинах хвиль електромагнітного спектру. Про це свідчать неймовірні зображення, відправлені космічним телескопом Габбла, що дозволяють спостерігати світло, яке з'явилося більше 13 мільярдів років тому — майже від миті Великого вибуху. Далеко не кожне місце в космосі, зразково підходить для телескопа. Міжпланетний зодіакальний пил випромінює дифузне ближнє інфрачервоне випромінення, яке може приховувати випромінення слабких джерел, таких як позасонячні планети. Переміщення інфрачервоного телескопа в місце без пилу, збільшить його ефективність. Отже, таке місце, як кратер Дедал на зворотному боці Місяця, могло б захистити радіотелескоп від радіочастотних перешкод, котрі ускладнюють спостереження з Землі.
Безпілотні космічні кораблі на навколоземній орбіті — важлива технологія сучасної цивілізації. Вони дозволяють здійснювати пряме спостереження погодних умов, передавати сигнали засобів зв'язку на великі відстані, наприклад телебачення, забезпечувати точну навігацію та дистанційне зондування Землі. Останнє призначення служить найрізноманітнішим цілям, зокрема: відстеження вологості ґрунту для сільського господарства, передбачення відтоку води з сезонних снігових покривів, виявлення хвороб рослин і дерев і спостереження за військовою діяльністю.
Глибокий космічний вакуум, може зробити його привабливим середовищем для певних промислових процесів, наприклад тих, які вимагають надчистої поверхні. Як і видобуток корисних речовин з астероїдів, космічне виробництво потребує великих фінансових вкладень з невеликими перспективами негайної віддачі. Важливим чинником загальних витрат, була висока вартість виведення маси на навколоземну орбіту: 8 000-25 000 доларів за кг, за остаточною оцінкою 2006 року (з урахуванням інфляції з тих пір). Вартість доступу в космос з 2013 року, знизилася. Частково — багаторазові ракети, такі як Falcon 9, знизили доступ в космос до рівня нижче 3500 доларів за кілограм. Але навіть з цими новими ракетами, вартість відправлення матеріалів в космос, залишається непомірно високою для багатьох галузей промисловості. Пропоновані концепції для вирішення цієї проблеми, передбачають повністю багаторазові пускові системи, неракетні космічні запуски, троси для обміну імпульсом і космічні ліфти.
Міжзоряна подорож для людської команди, залишається в 2020-х роках лише теоретичною можливістю. Відстані до найближчих зірок означають, що для цього будуть потрібні нові технологічні розробки та можливість безпечно підтримувати екіпажі для подорожей, які триватимуть щонайменше кілька десятиліть. Наприклад, впровадження проєкту «Дедал», в якому пропонувалося створити космічний корабель, що працює на синтезі дейтерію і гелію-3, зажадало-б 36 років, щоби досягти «найближчої» системи Альфа Центавра. Інші запропоновані міжзоряні рушійні установки охоплюють: легкі вітрила, прямотічні повітряні двигуни і силові установки з променевою тягою.

## Правовий статус космічного простору
Космічний простір відкритий для дослідження і використання всіма державами, він вважається загальною спадщиною людства. Щодо нього діє заборона національного привласнення (на відміну від повітряного простору над територією держави, щодо якого держава має повний та винятковий суверенітет).
Космічний простір частково демілітаризований — заборонено виводити на навколоземні орбіти чи іншим чином розміщувати в космосі, ядерну зброю та інші види зброї масового знищення.
Однією важливих проблем визнано утворення на навколоземних орбітах космічного сміття, що становить серйозну загрозу для космічних апаратів, призводить до припинення програм польоту, а у разі пілотованих апаратів — може призвести і до втрати життя. Для запобігання його накопиченню, Комітетом ООН з використання космічного простору в мирних цілях 2007 року було ухвалено «Керівні принципи запобігання утворенню космічного сміття», які схвалено резолюцією Генеральної Асамблеї ООН № A/RES/62/217 від 01.02.2008 року.

## Інтернет-ресурси
- Від Сонця до краю Всесвіту. Космос.